# Theater HORA
Theater HORA aus Zürich ist das einzige professionelle Theater der Schweiz, dessen Ensemblemitglieder alle eine IV-zertifizierte „geistige Behinderung“ haben.

## Geschichte
Gegründet wurde das Theater 1993 von dem Regisseur und Theaterpädagogen Michael Elber, der bis heute der künstlerische Leiter des Ensembles ist. 2002 wurde es Teil der Stiftung Züriwerk – seitdem haben sämtliche HORA-Mitglieder eine Festanstellung. 2005 kam als zweite Abteilung die HORA’BAND unter der Leitung von Roli Strobel hinzu, 2009 die HORA-Schauspiel-Berufsausbildung für Menschen mit Beeinträchtigungen unter der Leitung von Urs Beeler. Zwischen 1995 und 2013 veranstaltete das Theater zudem neun internationale Kulturfestivals – ab 2007 unter dem Label OKKUPATION! – im Themenbereich Kunst und Behinderung. Gesamtleiter von HORA ist seit 2007 Giancarlo Marinucci. 2013 wurde die HORA-Produktion Disabled Theater, entstanden in Zusammenarbeit mit dem französischen Choreografen Jérôme Bel, zum Berliner Theatertreffen eingeladen. Neben Co-Produktionen mit namhaften Vertretern der nationalen und internationalen Tanz-, Theater- und Performanceszene rückte ab 2013 das Langzeitprojekt Freie Republik HORA ins Zentrum der Arbeit des Ensembles, ein Labor für eigene Regie-, Choreografie- und Performance-Arbeiten „geistig behinderter“ Bühnenkünstler.

## Projekte
(Quelle:)

### Theater, Tanz, Performance
- 1993: Aber Zeit ist Leben und das Leben wohnt im Herzen, frei nach Michael Endes Momo (R: Michael Elber)
- 1994: Die Beatles – eine Geburt der Welt. Eigenkreation mit Musik der Beatles (R: Michael Elber)
- 1995: An-Sehen oder gsehsch mi ?, frei nach Chaplins City Lights (R: Michael Elber)
- 1996: ich ohne wir aus der ohnemichwelt. Eigenkreation nach Texten von Birger Sellin und Motiven aus Samuel Becketts Warten auf Godot (R: Michael Elber)
- 1997: Lennie und George, frei nach der Erzählung Of mice and men von John Steinbeck (R: Michael Elber, Nicole Tondeur)
- 1997: Dem Ernst der Sache kommt keiner auf den Grund. Musik und Lesung von Texten des Dichters Georg Paulmichl
- 1998: Drehum: La mode folie, Modenschau mit von „geistig behinderten“ Künstlern entworfenen Kostümen (Konzept und künstlerische Leitung: Ursula Sax)
- 1999: Wir sind solcher Zeug wie der zu Träumen. Solotanzperformance von Madeleine Oertle, inspiriert von der Figur des Luftgeistes Ariel aus Shakespeares Sturm (R: Michael Elber)
- 1999: All the world is a stage, frei nach Shakespeares Sommernachtstraum (R: Michael Elber, Nicole Tondeur)
- 2000: up and down, musikalische Groteske mit Denise Wick und Andreas Grande, frei nach Ionescos Die Stühle, mit lebensgrossen Stoffpuppen von Léonie Ludovicy (R: Michael Elber)
- 2000: The very best of Theater HORA. Szenischer Rückblick auf 10 Jahre Theater HORA
- 2000: Die Lust am Scheitern. Nullimprovisation mit Musikern aus dem Projekt BLAUZONE (Ole Schmidt, Sebastian Gramss, Chris Weinheimer und Carl Ludwig Hübsch) und Schauspielern von Theater HORA (Regie: Michael Elber, Beat Fäh)
- 2001: Himmel und Hölle. Kostümperformance
- 2001: Nach allen Regeln der Kunst. Tanz-Spiel um Regeln, Normen, Ordnung und das Brechen von Regeln, die Missachtung von Normen und die Bekämpfung von Ordnung (Ch: Fiona Zolg)
- 2002: 3D, dreidimensionales Comic nach Dantes Die Göttliche Komödie, inspiriert von dem Plan Walt Disneys und Salvador Dalìs, diesen Text in den 1950er Jahren gemeinsam zu verfilmen (R: Michael Elber)
- 2003: Idyll – der Fehler ist das Salz des Lebens, Tanztheater (Ch: Tina Beyeler, Caroline Strölin, Fiona Zolg)
- 2004: Il sogno della vita. Theater-Eigenkreation, frei nach Federico Fellinis Film La strada (R: Michael Elber, Nicole Tondeur)
- 2004: Traumzeit. Maskenspielperformance (R: Michael Elber, Kathrin Iseli)
- 2005: Amanzi! Grosse Tiere und kleine Tiere, afrikanisches Märchen mit Masken (R: Fortune Ruzungunde)
- 2005: Abenteuer auf der Tipanik, Ohrenschmalz und Tassenschrank, Die Freiheit des Urtheaters, Version 1 (R: Walter Koch)
- 2005: Der einzige Unterschied zwischen uns und Salvador Dalí ist, dass wir nicht Dalí sind. Open Air im MFO-Park
- 2005: Weihnachtsspiel, Ohrenschmalz und Tassenschrank. Die Freiheit des Urtheaters, Version 2 (R: Walter Koch)
- 2006: Yellow Submarine, Theater, inspiriert von dem Trickfilm Yellow Submarine von den Beatles (R: Michael Elber)
- 2006: Ohne das Gefühl ist einfach alles nur Müll, Maskenspiel (R: Kathrin Iseli)
- 2007: Der Gastschüler, Schulzimmerstück (R: Christine Faissler)
- 2007: The fool on the hill, musikalisches Bewegungstheater, unterlegt mit Musik der Beatles (R: Michael Elber)
- 2007: Herz der Finsternis, Theater nac Joseph Conrads Erzählung Herz der Finsternis (R: Beat Fäh)
- 2007: Tour l'Amour – spielend aufmerksam machen, Strassentheater zum Tag des Behinderten (R: Jacqueline Moro)
- 2008: Tiopua, Theater inspiriert von Aldous Huxleys Roman Schöne neue Welt (R: Lisa Halbmann)
- 2008: Das Lächeln aus Versehen, Nullimprovisation mit Schauspielern von Theater HORA, der Gruppe Kroog (Russland) und einem Musiker aus dem Projekt BLAUZONE (Konzept: Michael Elber)
- 2008: Tanzpalast – ein Fest, Bal moderne nach Ettore Scolas Film Le Bal (Ch: Jacqueline Moro)
- 2008: Faust 1&2 – Version 2008, eine Art Musical über den Perfektionswahn (R: Michael Elber)
- 2009: Don Quijote an einem Tag, Mitlesetheater (Konzept: Marcel Bugiel)
- 2009: Quasimodo geniti. Musical, frei nach Victor Hugos Der Glöckner von Notre-Dame in Koproduktion mit dem Jugendchor VoiceSteps (R: Jacqueline Moro)
- 2010: Menschen!Formen!, ein theatrales Traumgebilde, inspiriert von den Filmen Jeder für sich und Gott gegen alle von Werner Herzog, Der Elefantenmensch von David Lynch, Der Wolfsjunge von François Truffaut (R: Michael Elber, Carl-Ludwig Hübsch)
- 2010: Die Geschichte vom Baum, erste Abschlussproduktion der HORA-Schauspielausbildung (R: Urs Beeler)
- 2010: I can't dance – Die Geschichte von den schwarzen Buben, Tanzperformance, inspiriert von der Struwwelpeter-Episode Die Geschichte von den schwarzen Buben sowie von Jérôme Bels The show must go on (R: Michael Elber)
- 2011: Fast 1&2 – Version 2011, eine Art Musical über den Perfektionswahn (R: Michael Elber)
- 2011: Das Schiff der Träume, Schiffperformance zur Eröffnung von OKKUPATION! (Konzept: Marcel Bugiel, Michael Elber)
- 2011: Swissability: Die sieben Todsünden, sieben 15-minütige Theaterskizzen und eine Foyerbespielung (mit Theater Nil, Basel; Mops Dance Syndrome, Locarno; Stefano Benini & Züriwerk-Crew), Zürich; COMEDYexpress, Sommeri; Frei_Raum, Bern; Theatergruppe muniambärg, Bern; Marcel Schwald, Alicia Fernandes und Oktay Sahin, Basel und den HORAmatören, Zürich (Projektteam: Marcel Bugiel, Michael Elber, Giancarlo Marinucci, Sibylle Ott, Susanne Schneider)
- 2011: The Democratic Set – Zürich Version, Video und Performance (Konzept: Back to Back Theatre (Bruce Gladwon), R: Marcia Ferguson)
- 2011: Ente, Tod und Tulpe, zweite Ausbildungsproduktion der HORA-Schauspielausbildung, nach dem gleichnamigen Bilderbuch von Wolf Erlbruch (R: Urs Beeler)
- 2011: Box, Produktion mit HORA-Schauspielern und Gästen, die jeweils in einem Tagesworkshop neu entsteht (Konzept: Michael Elber)
- 2012: Disabled Theater. Theater, Tanz (Konzept: Jérôme Bel (F))
- 2012: Paganini & Ich, dritte Produktion der HORA-Schauspielausbildung, eine musikalische Fantasie über Leidenschaft, Besessenheit, Liebe und Sexualität (R: Urs Beeler)
- 2013: Soli, theatraler Rückblick auf 20 Jahre Theater HORA (R: Urs Beeler, Michael Elber, Jacqueline Moro, Fiona Zolg)
- 2013: La Petite Mort, Prozession durch 13 Räume (R: Nele Jahnke, B/K/L: Sebastian Hirn, V: Valentin Merz)
- 2013/2014: Freie Republik HORA, Phase 1 – Macht was ihr wollt und wie es euch gefällt, erste Phase des Langzeit-Projekts zur Entwicklung und Förderung von Regie-Arbeiten "geistig behinderter" Bühnenkünstlern (Konzept: Michael Elber, Nele Jahnke)
- 2014: Mars Attacks! radikale Neuinterpretation von Tim Burtons Science-Fiction-Kultfilm in Zusammenarbeit mit Das Helmi und Cora Frost (D), (R. Florian Loycke, Cora Frost)
- 2014: My own song, Produktion der HORA-Schauspielausbildung: Abschlussarbeit des Ausbildungslehrgangs 2012–2014 (R: Urs Beeler)
- 2014: Goal Mania, inszeniertes Para-WM-Fussball-Spektakel, in Zusammenarbeit mit Monster Truck und Schauspielhaus Zürich (Konzept: Manuel Gerst, Nele Jahnke, Julia Reichert)
- 2014: Freie Republik HORA ein auf drei Jahre angelegter Prozess mit ungewissem Endprodukt
- 2014: Hungerspiele mit der Hälfte vom HORA, erste abendfüllende Regiearbeit eines Ensemblemitglieds, mit schriftlichen Live-Kommentaren von Yvonne Schmidt und Publikumsdiskussion im Anschluss (R: Gianni Blumer)
- 2014: Into the wild, mobiles, integratives Labor zur gegenseitigen Erforschung gesellschaftlicher Realität von Behinderung und Normalität (künstl. Leitung: Michael Elber, Carl-Ludwig Hübsch, Nele Jahnke, Chris Weinheimer)
- 2014: Nicht von Dauer, Produktion der Schauspielausbildung: Zusammenarbeit der HORA-Schauspiellernenden mit Kulturschaffenden, die ihre Grossmütter und Grossväter sein könnten, in einer Galerie kurz vor dem Abbruch (R: Urs Beeler)
- 2015: Freie Republik HORA, Phase 2, erste kurze eigene Regiearbeiten der HORA-Ensemblemitglieder Noha Badir, Remo Beuggert, Matthias Brücker, Julia Häusermann, Sara Hess, Tiziana Pagliaro, Nora Tosconi und Remo Zarantonello (Konzept Freie Republik HORA: Michael Elber, Nele Jahnke)
- 2015: Bad Advice, Révue méchante avec Orchestre, eine Zusammenarbeit der Compagnie Drift mit der HORA'BAND (R: Béatrice Jacquard, Peter Schelling)
- 2015: Human Resources, Gemeinschaftsdelirium von kraut_produktion und Theater HORA (R: Michel Schröder)
- 2015: Das Kind im Mond, Produktion der Schauspielausbildung: die HORA-Schauspiellernenden in einem musikalischen Stück Familie nach dem Bilderbuch von Jürg Schubiger und Aljoscha Blau (R: Urs Beeler)
- 2015: Das ist Tanz, Lecture Performance von und mit Julia Häusermann und Remo Zarantonello (Konzept: Marcel Bugiel)
- 2015: Normalität. Ein Musical, Theaterprojekt von Nele Jahnke (R: Nele Jahnke, B: Yassu Yabara)
- 2015: Schlafen kann ich, wenn ich tot bin, eine Reise durch die Pforten der Wahrnehmung, bestehend aus den Stücken American Beauty, Hunger Games und Ein Bett mit 1000 Kerzen, unter der Reiseleitung von Das Helmi (D)(R: Gianni Blumer, Florian Loycke und Das Helmi)
- 2015: Freie Republik HORA spezial – Hitchcock-Remakes, Live-Filme nach Hitchcocks Psycho (R: Noha Badir), Immer Ärger mit Harry (R: Matthias Brücker) und Die Vögel (R: Remo Beuggert) (Konzept der Reihe: Marcel Bugiel, Michael Elber)
- 2016: Freie Republik HORA. Phase 3 – Five Obstructions, mit den Inszenierungen Über Leben auf der Straße (R: Sara Hess), Randen Saft Horror (R: Tiziana Pagliaro), Zyklus (R: Nora Tosconi), Die Räuber (R: Frankie Thomas), Ich sage kein Wort (R: Matthias Brücker), Das Festessen der neuen Präsidentin von Hunger Games (R: Gianni Blumer)(Konzept Freie Republik HORA, Phase 3: Michael Elber, Nele Jahnke)
- 2016: Der schönste Tag, Produktion der HORA-Schauspielausbildung in Zusammenarbeit mit dem Musiktheaterkollektiv Wer ist Hilda? (R: Philip Bartels, Urs Beeler)

### Musik und Hörspiel
- 2001: Klangchor, Musikprojekt mit Coverversionen von Frank Sinatra, Free Jazz, Klanggeschichten usw.
- 2004: Hora meets King George, Konzert (Schweiz/Simbabwe)
- 2005: Gründung der HORA’BAND (künstlerische Leitung: Roli Strobel)
- 2008: So schön wie nie, 1. CD-Album der HORA’BAND[8]
- 2009: HÖHRA – Andromeda Tapes, Hörspiel (R: Michael Elber, Jo Eisfeld)
- 2010: Raumschiff HORA, 2. CD-Album der HORA’BAND[9]
- 2014: Black Sheeps, 3. CD der HORA’BAND

### Festivals
- 6.–18. Juni 1995, Theatersaal Rigiblick, Kanzleiturnhalle, Dynamo (alle in Zürich): 1. Festival geistig behinderter KünstlerInnen, mit Stiftung Altried (CH), Arc-en-Ciel (F), Françoise Godel (CAN), Theater Leise Meise (CH), Reto Jäger (CH), Theaterwerkstatt Eisingen (D), Christine Vogt (D), Nationales Fest «Zäme fäschte zäme lebe» und Filmsonntag (Festivalleitung: Michael Elber)
- 21. Juni – 13. Juli 1996, Depot Hardturm, Zürich, 2. Festival „Jenseits“, mit Bilderwerfer (A), Deutsches Theater Göttingen (D), Dagmar Kossov und Johannes Flütsch (CH), Felix Kuballa (D), Kristian Krone (CH), Lilo & Micha (CH), Léonie Loduvicy (CH), Die Regierung (CH), Ursula Sax (CH), Christoph Stärkle (CH), Gudrun Wegner (D), Filmnächten, Bilderausstellung, Surprise Nights und der HORA-Produktion Ich ohne wir aus der Ohnemichwelt (Festivalleitung: Michael Elber)
- 2. Juni – 4. Juli 1999, Theatersaal Rigiblick und Migros-Hochhaus, Zürich: 3. Festival Eigen-Art, mit Die Anderen (CH), «Jo Kidsman on tour», Compagnie de l’Evadé (CH), Les Percussions Sympa (CH), Die Regierung (CH), Theater RambaZamba (D), Theater Tartaar (B), Kunstausstellung, Podiumsgespräch und Videodarstellungen zum Thema «Künstlerische Arbeit mit behinderten Menschen. Kurzlebiger Trend oder Bereicherung der Kulturszene?» sowie den HORA-Produktionen All the World is a Stage, Wir sind solcher Zeugs wir der zu träumen und Lennie und George (Festivalleitung: Michael Elber)
- 26. April – 20. Mai 2001, Theatersaal Rigiblick: 4. Festival Verrückblick, mit ausschließlich Produktionen von und über Theater HORA (Aufführungen Lennie und George, Die Lust am Scheitern, Ein Arbeitstag „Die Lust am Scheitern“ (8-Stunden-Version), Nach allen Regeln der Kunst, Up and Down (Konzertversion) sowie Kostümperformance Himmel und Hölle, Konzert Klangchor, Ausstellung, Filme und Videos) (Festivalleitung: Michael Elber, Giancarlo Marinucci)
- 1. August – 1. September 2002, Zeughaus 5 der Kaserne Zürich und Restaurant Zeughaushof: 5. Festival „Zwischen Himmel und Hölle“, mit Theaterwerkstatt Eisingen (D), Rainer Kühn (D), Versteigerung, Video-Filmpremiere, sowie den HORA-Produktionen 3D, Die Lust am Scheitern, Up and Down (Konzertversion) und Wir sind solcher Zeugs wie der zu träumen (Festivalleitung: Michael Elber, Giancarlo Marinucci)
- 6. – 17. Juni 2007, diverse Spielstätten in Zürich: 1. Internationales Theaterfestival OKKUPATION!, mit Die Regierung (CH), Elixir (CH), CandoCo Dance Company (GB), Compagnie Création Ephémère (F), Compagnie de l’Oiseau Mouche (F), Danse Habile (CH), BewegGrund (CH), Philippe Flahaut und Jean-Pierre Escale (F), Isole Comprese Teatro (I), Neville Tranters Stuffet Puppet Theatre (NL/AUS), Ohrenkuss (D), Theater Maatwerk (NL), Theater Stap (B), Theater Thikwa und theater zum westlichen stadthirschen (D), The Tiger Lillies (GB), Teatr Cinema (PL) sowie Ausstellung BESETZEN SIE EINEN QUADRATMETER ZÜRICH, Stummfilmabend, Workshops, Kurzfilmprogramm, Theater-Visitenkarten, IntegrART-Symposium, Präsentationen sowie den HORA-Produktionen Herz der Finsternis und Der Gastschüler und einem Konzert der HORA’BAND (Festivalleitung: Michael Elber, Gottfried Hodel, Giancarlo Marinucci, Andreas Meder)
- 10. – 20. Juni 2009, diverse Spielstätten in Zürich: 2. Internationales Theaterfestival OKKUPATION!, mit Banality Dream (D/N), Dance Theatre Chang (COR), Danse Habile (CH), Das Helmi & Cora Frost (D), Pippo Delbono (I), Julie Atlas Muz & Mat Fraser (USA/GB), Namjin Kim (COR), Sommerblut Köln (D),  CandoCo Dance Company (GB), Theater RambaZamba (D), Theater Thikwa (D), Theaterwerkstatt Eisingen (D), The Tiger Lillies (GB), Anne Tismer (D) und Ausstellung Blaumeier-Atelier und Olaf Schlote, Zürich am Meer – Utopien im Zeughausareal (diverse Veranstaltungen), IntegrART-Symposium, Abschlussfest, sowie den HORA-Produktionen HÖHRA Andromeda Tapes, Faust 1 & 2, Das Lächeln aus Versehen (Festivalleitung: Michael Elber, Giancarlo Marinucci, Andreas Meder)
- 18. – 28. Mai 2011, diverse Spielstätten in Zürich: 3. Internationales Theaterfestival OKKUPATION!, mit Nils Frahm (D), Grupo Dançando com a Diferença mit Rui Horta und Clara Andermatt (P), Berman/Depri/Dörr (RU/D/ELF), Das Helmi (D), Florian Loycke (D), Mezzanin Theater und KumEina (A), Monster Truck (D), Oper Dynamo West (D), Praxis Dr. Zander (D), Professor Helmut Siefert (D), Ratten 07 (D), Theater RambaZamba (D), Theater Thikwa (D), Anne Tismer (D), Jérôme Bel (F), The Tiger Lillies (GB), Pickeltouren (CH), Theater Thikwa & Theater zum westlichen Stadthirschen (D), Klaus Wagenbach & Hans-Gerd Koch (D), «Lilith’s Return», Richard Bawin (B), Compagnie Drift & Compagnie BewegGrund (CH), Jinenjo Club (J), Herbert Fritsch (D), Back to Back Theatre (AUS), und Projekt «SwissAbility – Die sieben Todsünden» (verschiedene Schweizer Gruppen), IntegrART-Symposium sowie den HORA-Produktionen und -Projekten Das Schiff der Träume, I can’t dance – Die Geschichte von den schwarzen Buben, The Democratic Set (zusammen mit Back to Back Theatre, Johann Johannson und Hildur Gudnadottir) (Festivalleitung: Michael Elber, Giancarlo Marinucci, Andreas Meder)
- 22. Mai – 1. Juni 2013, diverse Spielstätten in Zürich: 4. Internationales Theaterfestival OKKUPATION!, mit Katherina Winkler (D), Evelyn Glennie und Fred Frith (GB), Simone Truong (CH), Mezzanin Theater (A), Julie Atlas Muz & Mat Fraser (USA/GB), Claire Cunningham (GB), Monster Truck (D), Cie BewegGrund und Massimo Furlan (CH), Alain Meert (B) und Festivalblogprojekt, Expertengespräch zu Disabled Theater, Outside In Music Festival mit Hans Unstern (D), The Choolers (B), Mind the Gap (GB), Les Reines Prochaines (CH), Schorsch Kamerun (D) und Orchestre Miniature in the Park (D), Videoinstallation «Mur de rires» sowie den HORA-Produktionen Soli, Die Lust am Scheitern, Paganini & ich, La Petite Mort, Disabled Theater, HORA tanzt dessen ungeachtet (Festivalleitung: Michael Elber, Giancarlo Marinucci, Andreas Meder, Franco Sonanini)

### Bildende Kunst
- 22. Juni – 7. Juli 1996, Depot Hardturm Zürich: Bilderausstellung „geistig behinderter“ KünstlerInnen (Kuratorin: Ursula Sax)
- 26. Januar – 7. Februar 1997, Schalterhalle des Schweizerischen Bankvereins Zürich: Bilderausstellung Winter und Mensch (Leitung des Projekts: Ursula Sax)
- 12. Dezember 1997, Hohlstrasse 201, Zürich: Kleider machen Leute heute – Bilder und Kostüme der bizarren Art, Werkschau des gleichnamigen Kunstprojekts (Leitung des Projekts: Ursula Sax)
- 24. September – 23. Oktober 1998, Restaurant St. Peter, Zürich: Drehum – La Mode Folie, Ausstellung der Kostümentwürfe (Leitung des Projekts: Ursula Sax)
- 2. – 20. Mai 2001, Theatersaal Rigiblick, Zürich: Bilderausstellung Himmel und Hölle (Leitung des Projekts: Kati Wettstein)
- 6. – 17. Juni 2007, verschiedene Orte in Zürich: Besetzen Sie einen Quadratmeter Zürich (Konzept: Michael Elber, Giancarlo Marinucci, Andreas Meder)

### Videoarbeiten
- 2007: HORA erzählt „Herz der Finsternis“ (R: Michael Elber)
- 2013: HORA tanzt dessen ungeachtet, ein auf 100 Stunden angelegtes Tanzvideo (Konzept: Michael Elber)

## Auszeichnungen
- 1998: Sozial- und Kulturpreis der ZFV-Unternehmungen, Preissumme 100’000 Fr[10]
- 2013: Anerkennungspreis der Stadt Zürich für das Bühnenstück Disabled Theater an das Ensemble des Theater HORA[11]
- 2013: Schweizer Tanzpreis 2013, Eidgenössischer Wettbewerb, Aktuelles Tanzschaffen[12]
- 2013: Einladung der HORA-Produktion Disabled Theater ans Berliner Theatertreffen[13]
- 2013: Alfred-Kerr-Darstellerpreis für die herausragende Leistung eines jungen Schauspielers an die HORA-Schauspielerin Julia Häusermann[14]
- 2015: Anerkennungspreis der Paul Schiller-Stiftung
- 2016: Schweizer Grand-Prix-Theater/Hans-Reinhart-Ring 2016[15]